# Municipio de Union (condado de Clay)
El municipio de Union (en inglés: Union Township) es un municipio ubicado en el condado de Clay en el estado estadounidense de Kansas. En el año 2010 tenía una población de 156 habitantes y una densidad poblacional de 1,69 personas por km².

## Geografía
El municipio de Union se encuentra ubicado en las coordenadas 39°15′25″N 97°6′3″O / 39.25694, -97.10083. Según la Oficina del Censo de los Estados Unidos, el municipio tiene una superficie total de 92.39 km², de la cual 92,08 km² corresponden a tierra firme y (0,33 %) 0,31 km² es agua.

## Demografía
Según el censo de 2010, había 156 personas residiendo en el municipio de Union. La densidad de población era de 1,69 hab./km². De los 156 habitantes, el municipio de Union estaba compuesto por el 100 % blancos. Del total de la población el 0 % eran hispanos o latinos de cualquier raza.